# 大眾寶來 (中國)
大眾寶來是中德合資汽車製造商一汽大眾自2001年起專為中國市場生產的一款緊湊型轎車。該車最初為北美市場版本的第四代大眾捷達，後來在中國市場後不斷經歷改款換代，現已與原來的捷達大相徑庭。

## 第一代

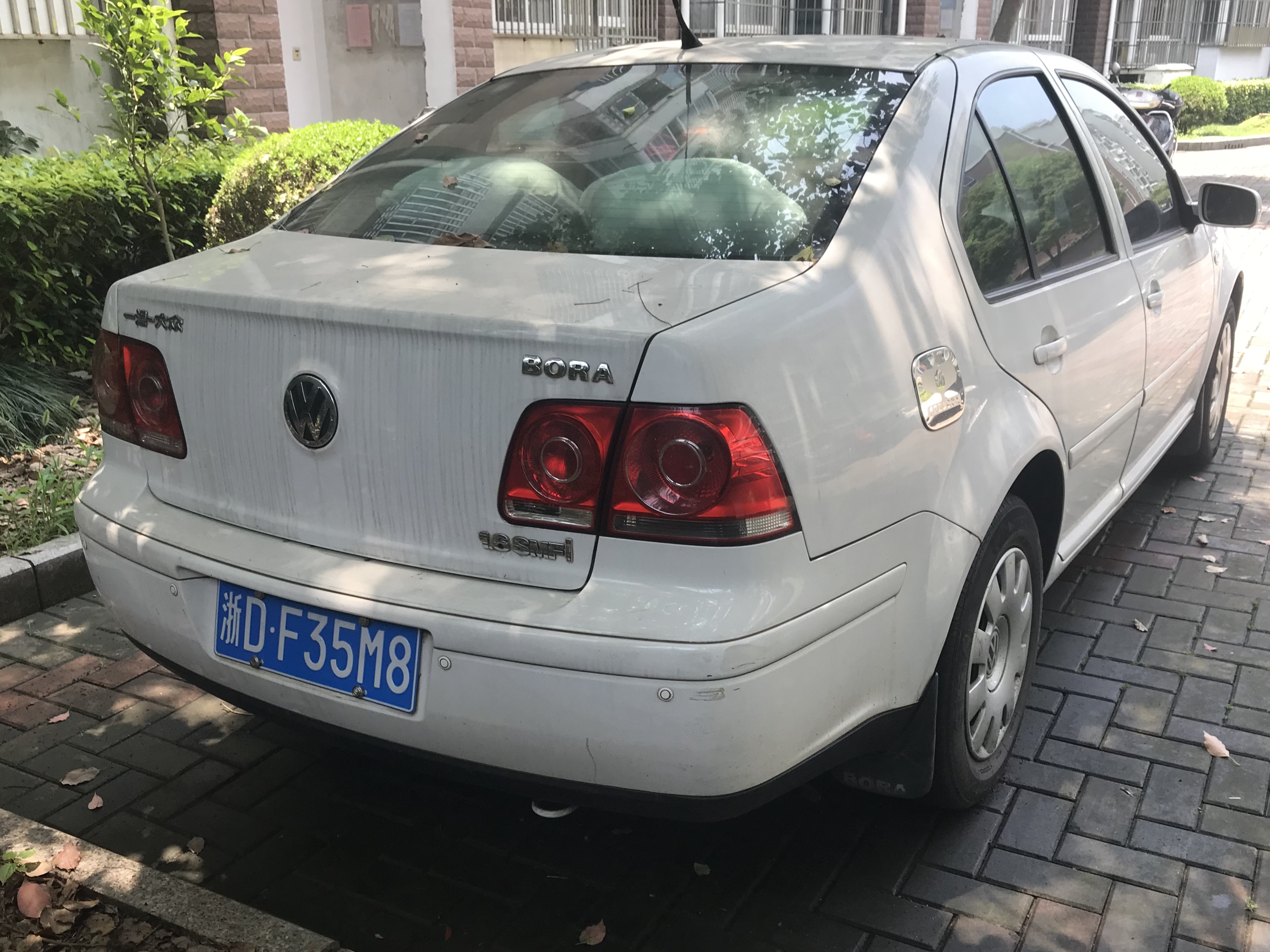
後視圖

第一代寶來原為第四代大眾捷達的換標車，並於2001年8月下線，其大小比同期的大眾桑塔納2000小，與雪鐵龍富康、大眾捷達等同級車的大小則大同小異，並採用與奧迪A6同款的1.8T引擎，售價為23萬元人民幣。該車更被評為「2001年度媒體最佳印象車型」之一。

### 2006年小改款
2006年7月，寶來於中國市場上首次改款，以大眾帕薩特B5的車頭外觀換上原來的車頭
以及配搭燃油噴射引擎，並同樣在加拿大、墨西哥、巴西、阿根廷等地以「大眾都市捷達」（Volkswagen City Jetta）的名稱發售。

### 寶來HS

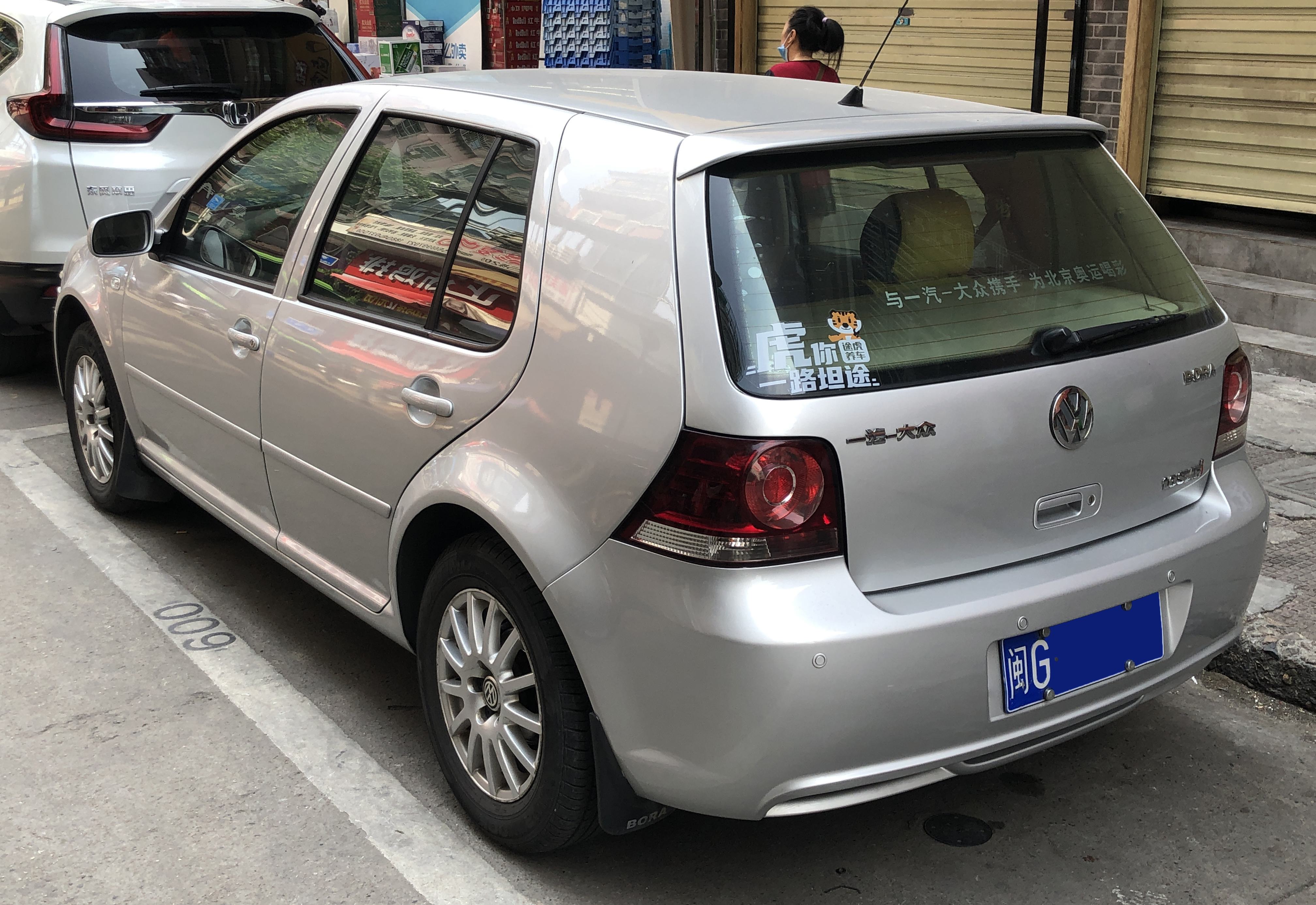
後視圖

寶來HS於2006年11月17日的北京車展上首次公開亮相，並於同月上市，其車體為基於第四代大眾高爾夫，售價約12萬-14萬元人民幣，最終於2008年停產。

## 第二代

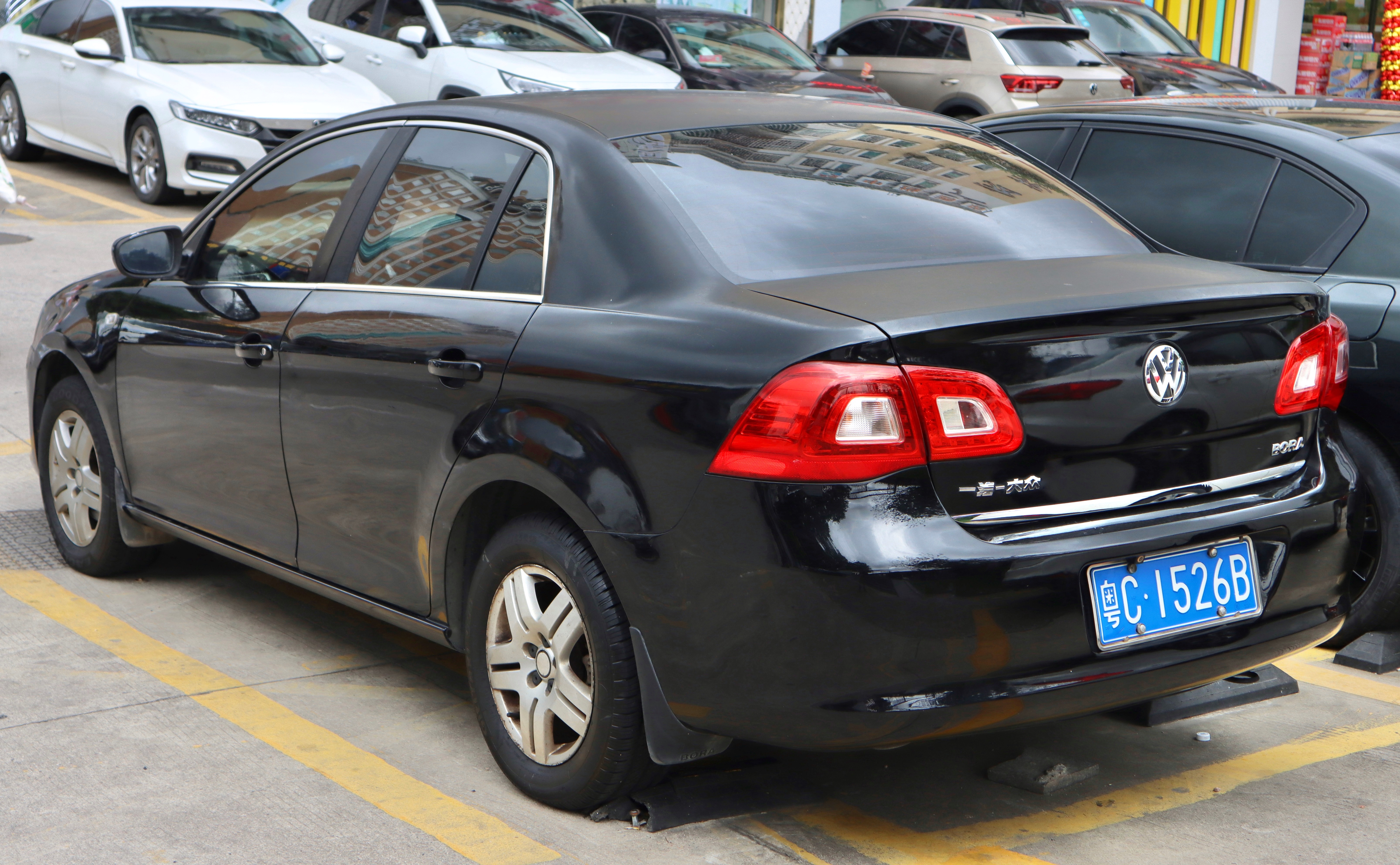
後視圖

第二代寶來於2008年10月20日在北京車展上首次公開亮相，其特點在於該車是由一汽大眾於大眾集團A4(PQ35)平台的基礎上完全自主研發，其外觀開始與全球版本的寶來開始有很大差別。

### 小改款

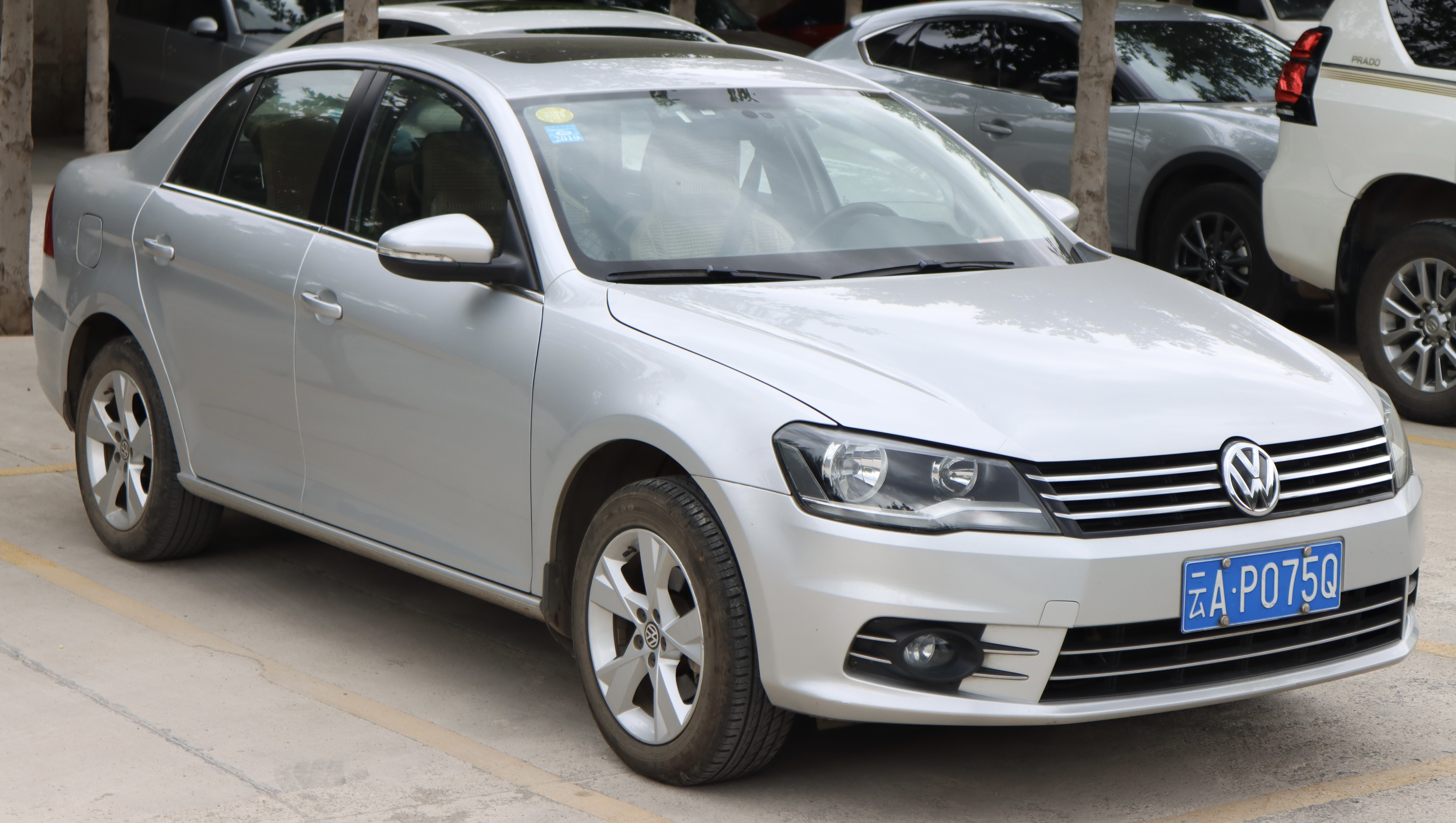
小改款車頭

2012年12月12日，寶來於中國市場上推出了第二次改款其外觀比起上一款更現代感，並推出了更具運動感的Sportline版本 。

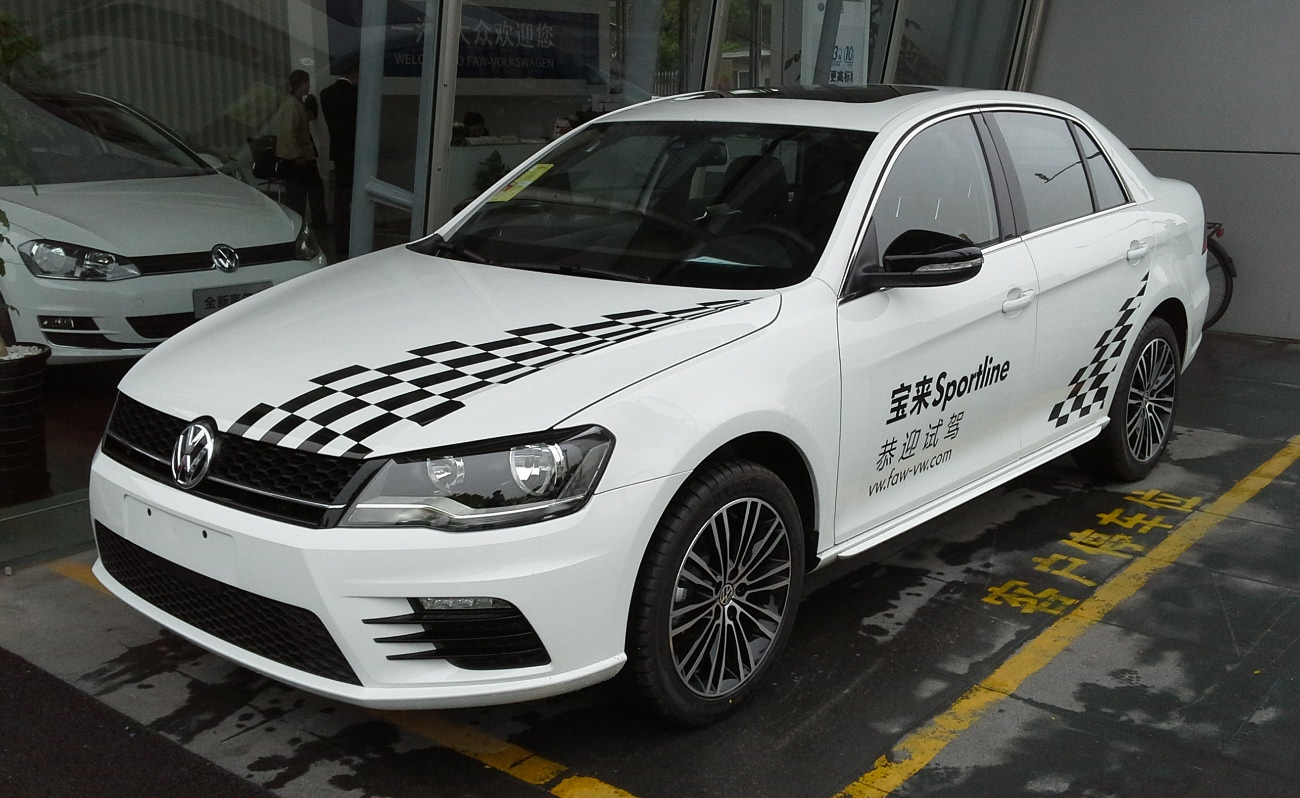
Sportline版本

## 第三代

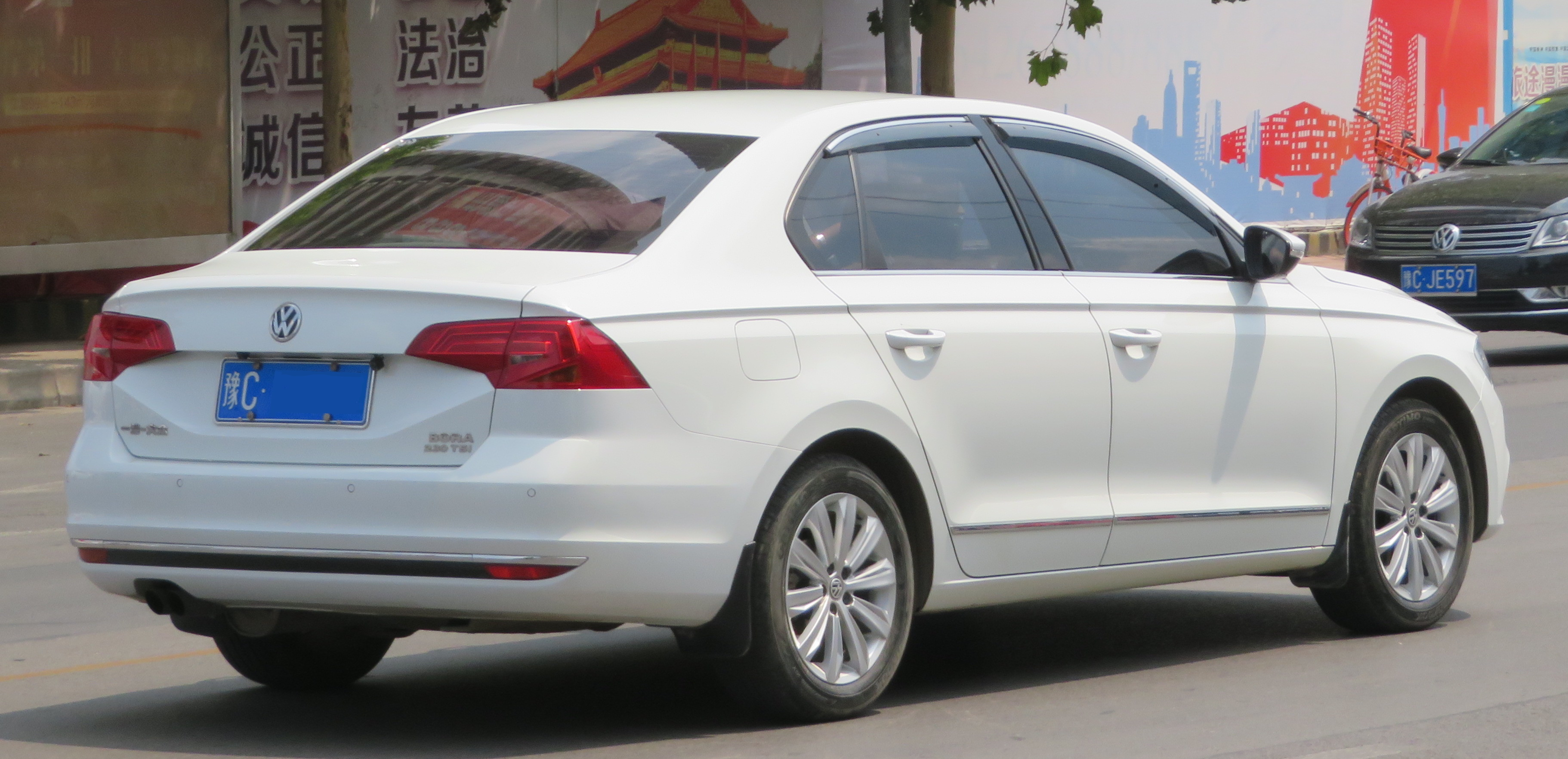
後視圖

第三代寶來於2016年3月20日上市，其外觀設計與同平台車款差別已完全截然不同，例如換上了進氣格柵面積增加，折角設計的車頭燈、引擎蓋棱線及前保險杠和前霧燈配合組成的“X”造型式車頭，以令其設計富運動及現代感。
動力方面，第三代寶來配搭新的EA211引擎以代替上一代的EA111引擎，排量或1.6升和1.4TSI，其中1.4TSI版本的車尾會標為230TSI，最大功率96千瓦，最大扭矩225牛米。而1.6升自然吸氣發動機則擁有81千瓦的最大功率和155牛米的最大扭矩。

### 大眾蔚領
於2016年10月下旬，一汽大眾於廣州車展上發佈了在寶來的平台上開發的跨界旅行車蔚領（C-Trek），同樣只針對中國市場發售。

## 第四代

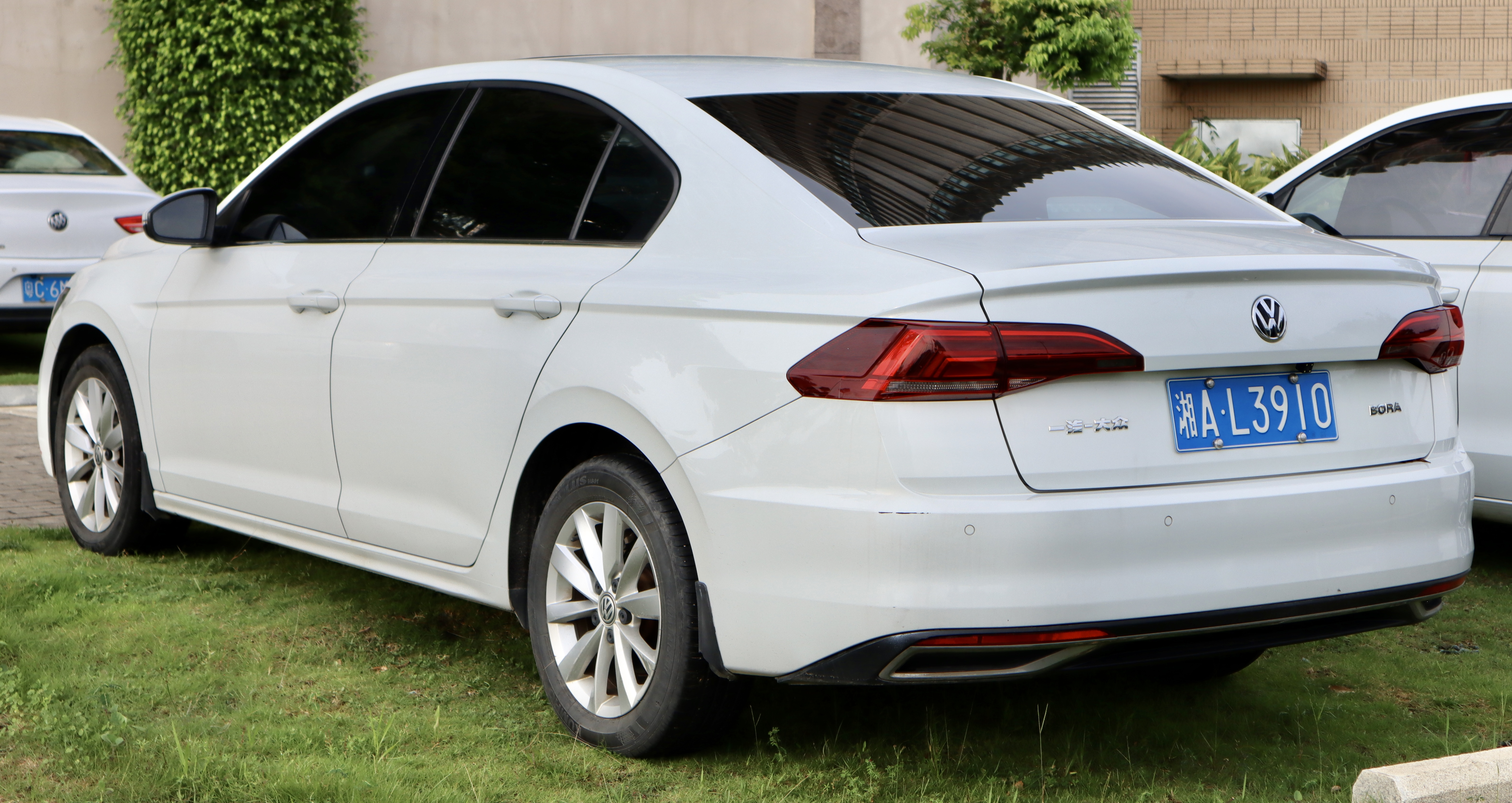
後視圖

2018年4月，一汽大眾於與大眾朗逸相同的MQB平台下研發了新一代的寶來，售價大約為11萬元人民幣。

## 資料來源
1. ↑  羅輝. . 中國企業報. 2001-09-10.
2. ↑  . 北京晚報. 2002-01-15.
3. ↑  Motor Presse Stuttgart (编). . 北京市: 中国市场出版社. 2007: 69. ISBN 9787509202050. OCLC 430248795.
4. ↑  . 中國汽車報. 2006-07-03: B2.
5. ↑  . 蘭州晨報. 2006-11-15: C06.
6. ↑  . 中華工商時報. 2006-11-17: P.8.
7. ↑  Motor Presse Stuttgart (编). . 北京市: 中国市场出版社. 2007: 69. ISBN 9787509202050. OCLC 430248795.
8. ↑  . 齊魯晚報. 2008-10-22.
9. ↑  . 北京青年報. 2012-12-19: E04.
10. ↑  . 14 December 2012  [2020-11-16]. （原始内容存档于2018-06-12） （英语）.
11. ↑  . 解放日報. 2016-03-23: 10.
12. ↑  . 人民网. 2016-10-28  [2020-11-16]. （原始内容存档于2016-10-29）.